# 王之屏 (万历进士)
王之屏（16世紀—17世紀），號衛廷，南直隶凤阳府亳州人，明朝政治人物。

## 生平
萬曆二十二年（1594年）中甲午科應天鄉試第二十五名舉人，次年（1598年）成戊戌科進士，大理寺觀政，本年授永平府推官。

## 引用
1. ↑  《亳州志·選舉志》
2. ↑  《萬曆二十六年戊戌科進士履歷》：王之屏，衛廷，诗五房，戊辰十月二十五生。亳州人，甲午二十五，会百六十，三甲一百十九。大理寺政，戊戌授永平府推官。曾祖口。祖基。父世禄。